# 相良長誠
相良 長誠（さがら ながとも/ながまさ、天正6年4月3日（1578年5月19日） - 慶長15年6月23日（1610年8月11日））は、相良氏の第18代当主・相良義陽の三男。母親は豊永長英の娘。幼名は藤千代。通称は佐三郎。

## 生涯
19代当主・忠房、20代当主・頼房の同腹の弟として生まれる。天正13年（1585年）忠房が病死し、島津氏の人質となっていた頼房が家督を継ぐことになったため、頼房に代わり薩摩国出水に半年ほど人質として過ごした。天正15年（1587年）4月、豊臣秀吉が九州征伐で八代まで進軍した折、島津氏を救うべく日向国へ出征していた頼房に代わり、深水長智に伴われて秀吉へ降伏すべく謁見している。
その後は、中城に居室を構えて移り住み、家老の深水頼蔵の娘と婚姻した。しかし、頼蔵が相良家を出奔したために離別することとなる。長誠は悲嘆にくれ、その後に重い病を発症した。ようやくそれが癒えた頃、伯耆頼綱の娘を後室として迎えたが、病気が再発したことで再び離縁している（離縁した両方ともが、家老の犬童頼兄の催促によるもの）。それからは長い養生生活を強いられ、さらには膈（胃の周辺）の病を発症したことで衰弱し、慶長15年に中城にて病没、永国寺に葬られた。法名は光屋清容。

## 系譜
- 父：相良義陽
- 母：豊永長英の娘
- 婚約者：深水頼蔵の娘
- 後室：伯耆頼綱の娘